# Phalaenopsis amabilis
A Phalaenopsis amabilis az egyszikűek (Liliopsida) osztályának spárgavirágúak (Asparagales) rendjébe, ezen belül a kosborfélék (Orchidaceae) családjába tartozó faj.
Nemzetségének a típusfaja.

## Előfordulása
A Phalaenopsis amabilis az egyik leggyakrabban termesztett kosborféle; az indomaláj szigetvilágból származik. A Phalaenopsis amabilis subsp. rosenstromii alfaj Északkelet-Queenslandben és Pápua Új-Guineában is megtalálható.

## Alfajai
- Phalaenopsis amabilis subsp. amabilis
- Phalaenopsis amabilis subsp. moluccana (Schltr.) Christenson, Phalaenopsis: 189 (2001)
- Phalaenopsis amabilis subsp. rosenstromii (F.M.Bailey) Christenson, Phalaenopsis: 190 (2001)

## Megjelenése
Egy rövid hajtáson többnyire csak 2-4 levél és vastag, zöldesfehér léggyökerek fejlődnek. Levele hosszúkás vagy a közepe felett némileg szélesebb, 20-30 centiméter hosszú, 4-12 centiméter széles, húsos, többnyire lefelé görbült, a csúcsa tompa, fonákján kissé vöröses. Virágai fehérek, a virágtakarót 3 keskeny és 2 széles lepellevél alkotja, a hatodik mézajakká alakult, amely rövid körmű, a tövén 2 nagy, felfelé görbült oldalkaréj sárga, vörös pontokkal és sávokkal, a közepén kettős bütyökkel. A mézajak középső karéja papírsárkány vagy nyíl alakú, a csúcsán tompa, és 2 szálas függeléket hordoz. Virága 8-12 centiméteres, a külső lepellevelek keskeny-elliptikusak, a 2 alsó többnyire némileg ferde, a belső lepellevelek oldalra irányulnak, rövid körműek, vese alakúak vagy lekerekített rombosak. A virágok 6-15 tagú lehajló, ritkábban csüngő, 30-100 centiméter hosszú bugákban fejlődnek. Termése pálca alakú, legfeljebb 6 centiméter hosszú tok, amely sok apró magot tartalmaz.

## Egyéb
A Phalaenopsis amabilis Indonézia egyik nemzeti virága. Nyílása egy teljes holdhónapig tart, innen ered az angol neve, a „Moon orchid”. A körülbelül 75 pillekosborfaj közül másokat is termesztenek, és új alakok előállításához többek között használják a rózsaszín virágú Phalaenopsis schillerianát.

## Képek

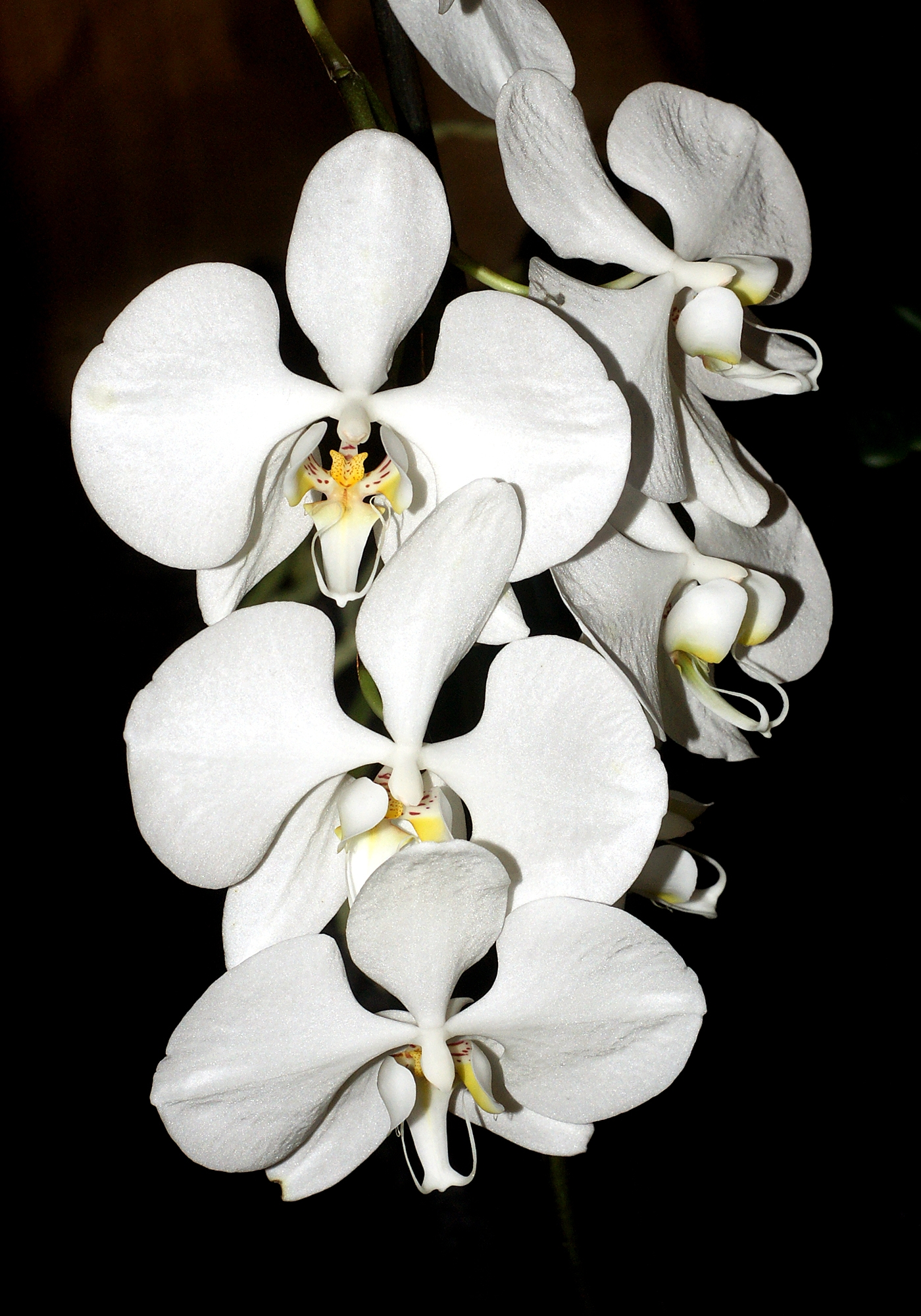
Virágai
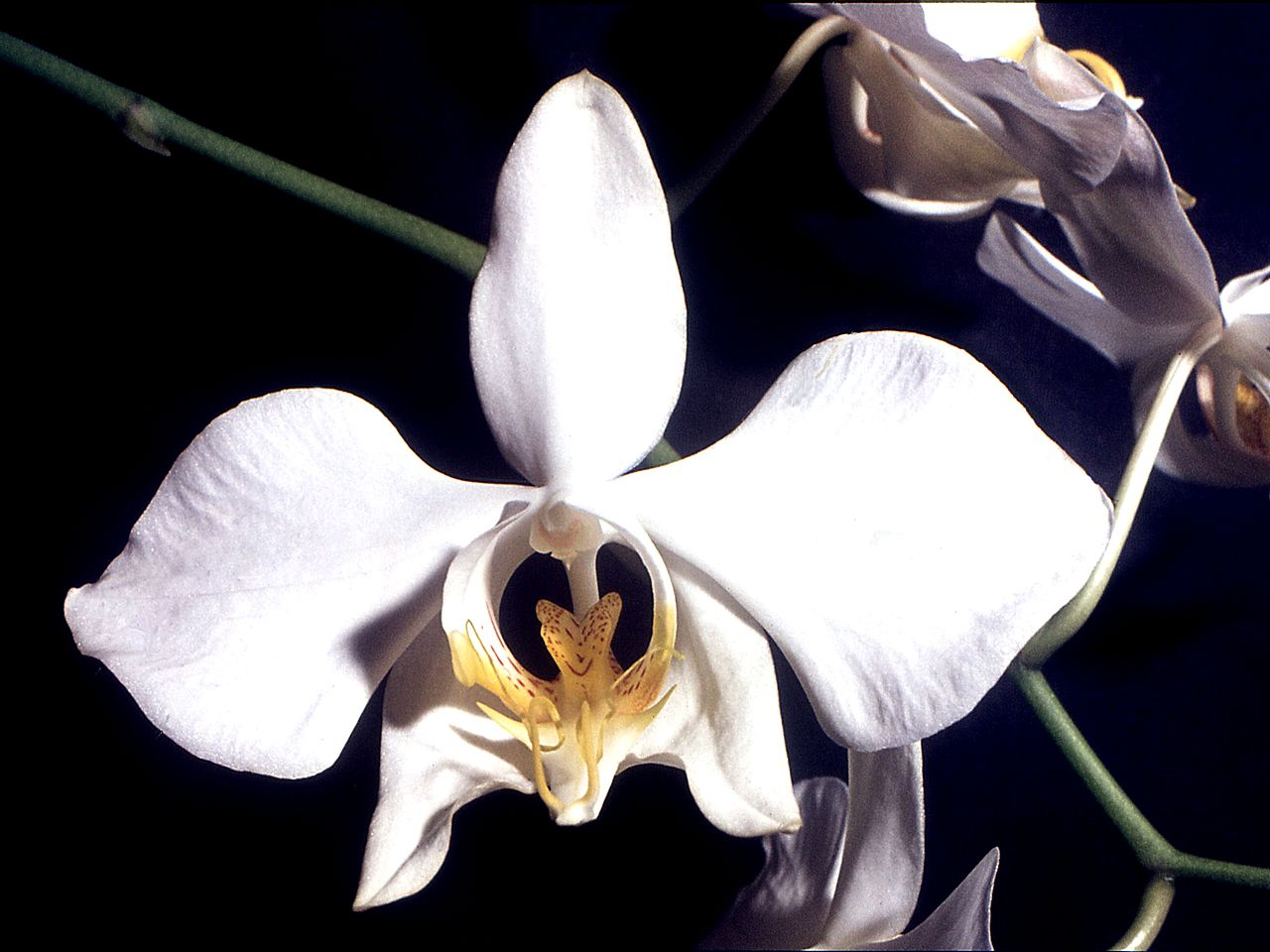
Virága közelről
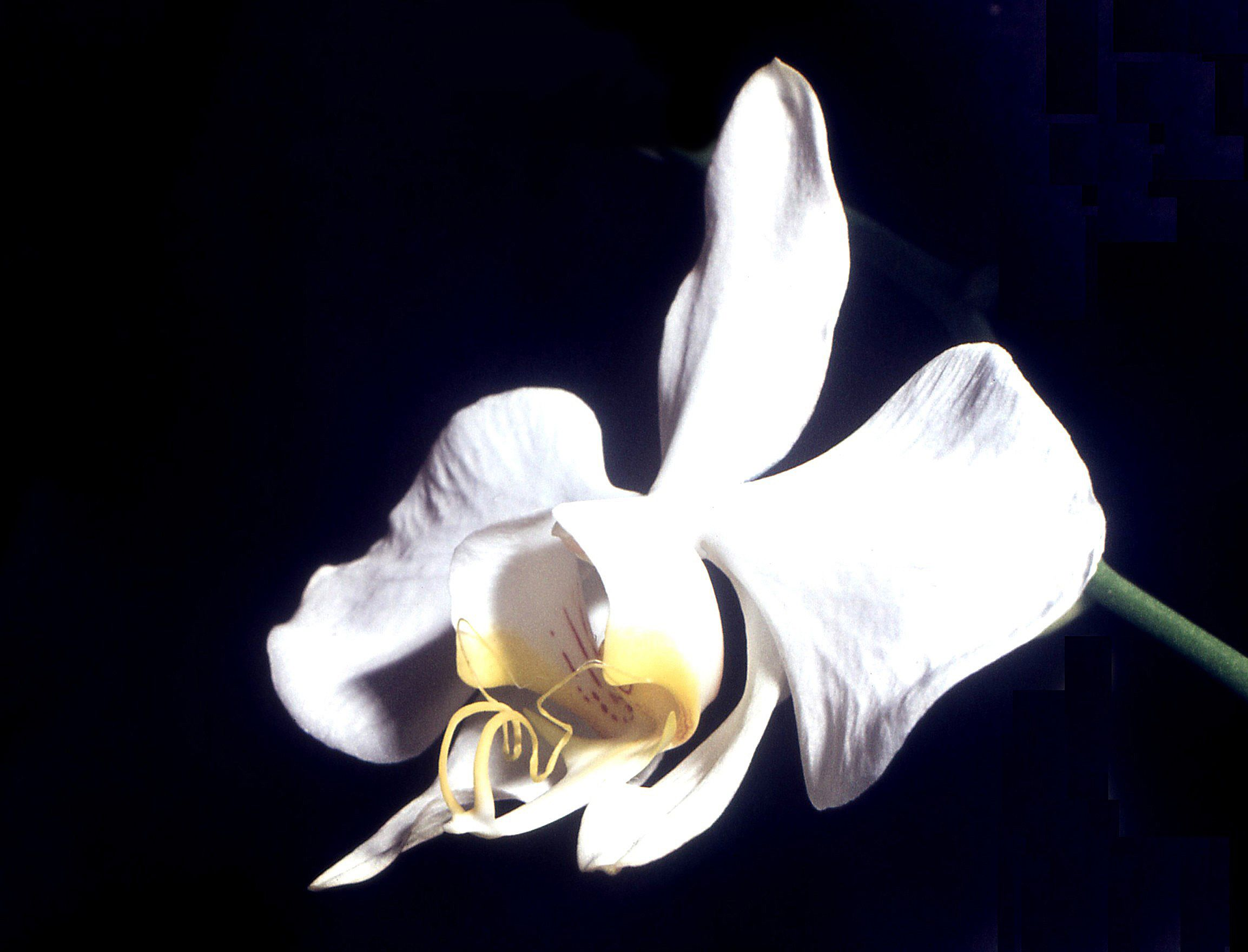
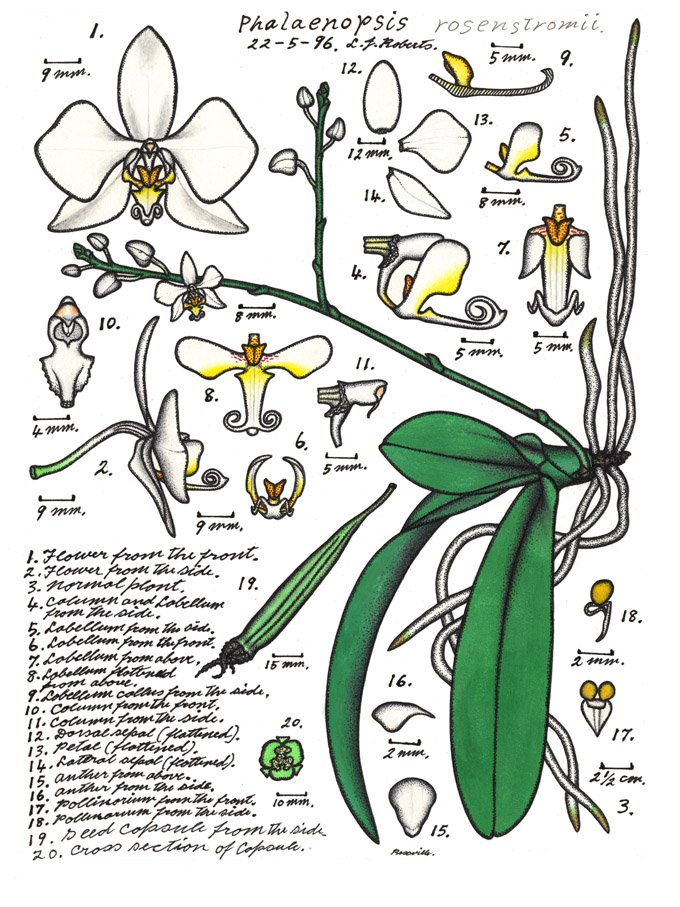
Phalaenopsis amabilis subsp. rosenstromii
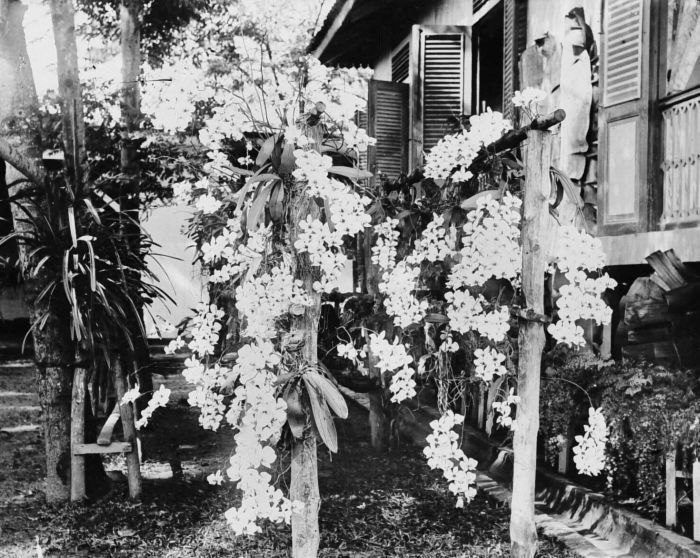
Archív kép
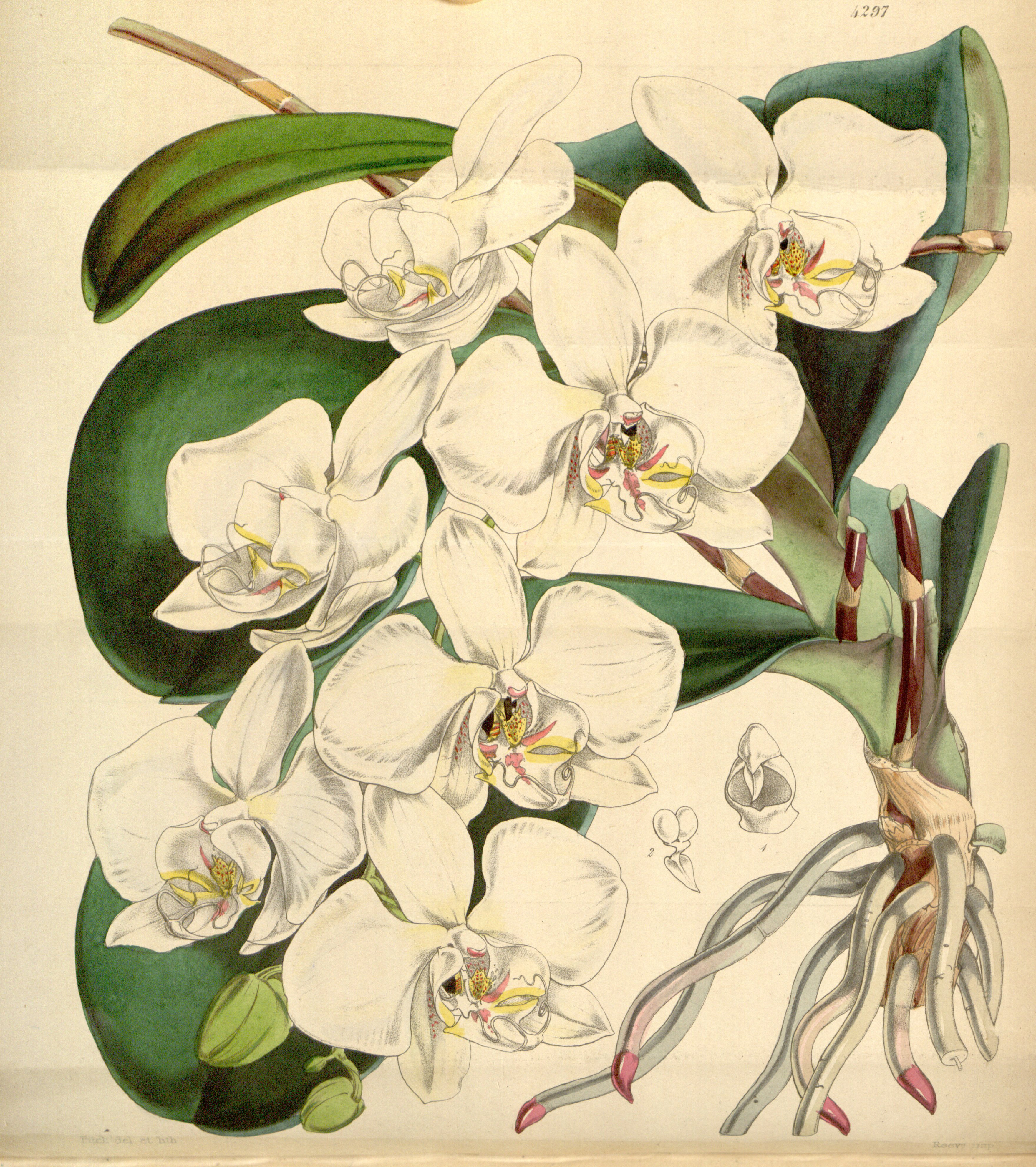
Rajzok a
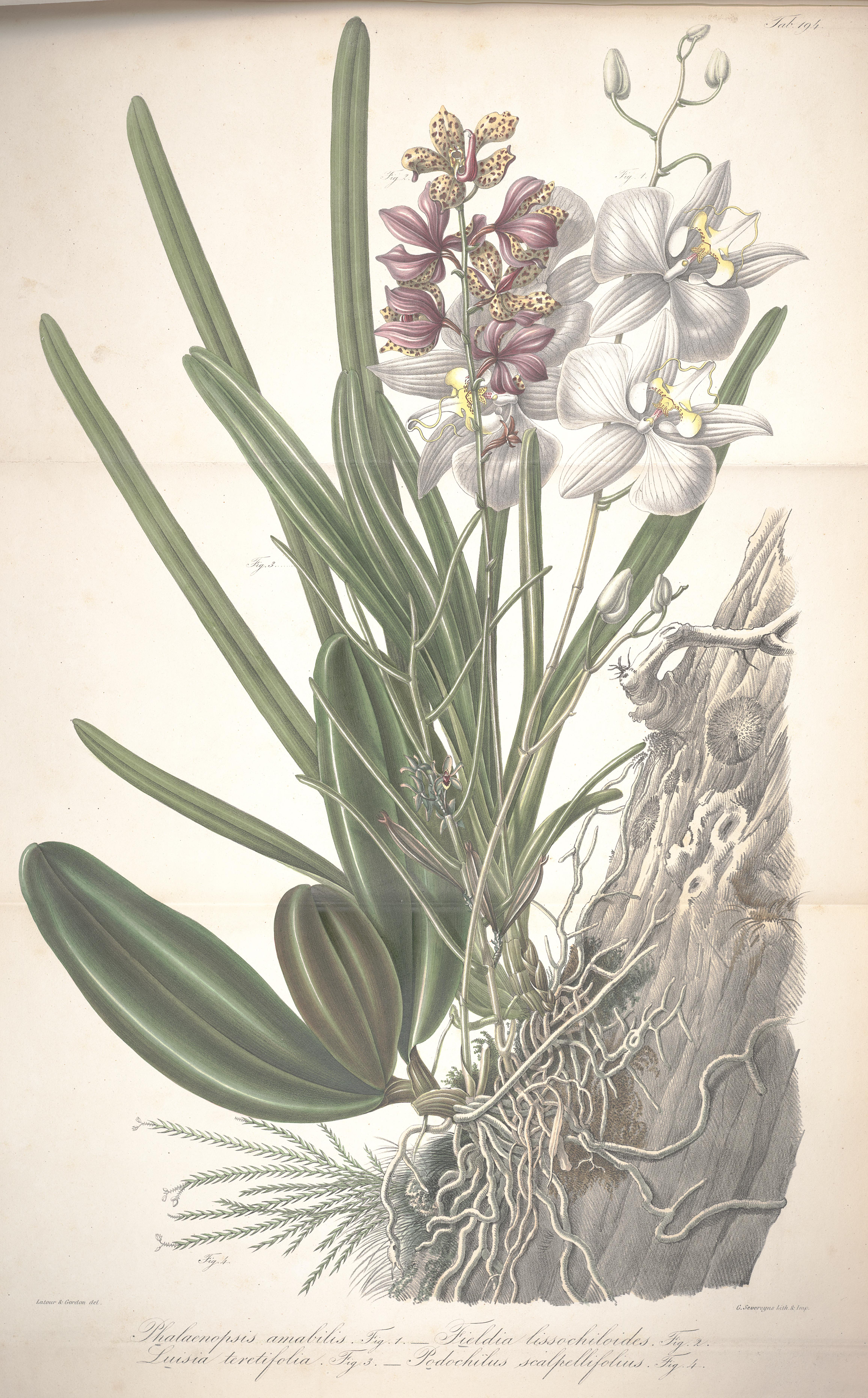
növényről